# Gratteri
Gratteri is een gemeente in de Italiaanse provincie Palermo (regio Sicilië) en telt 1050 inwoners (31-12-2004). De oppervlakte bedraagt 38,4 km², de bevolkingsdichtheid is 27 inwoners per km².

## Demografie
Gratteri telt ongeveer 463 huishoudens. Het aantal inwoners daalde in de periode 1991-2001 met 12,0% volgens cijfers uit de tienjaarlijkse volkstellingen van ISTAT.
| Jaar | Inwoneraantal |
| ---- | ------------- |
| 1991 | 1226          |
| 2001 | 1079          |

## Geografie
Gratteri grenst aan de volgende gemeenten: Cefalù, Collesano, Isnello en Lascari.

## Galerij

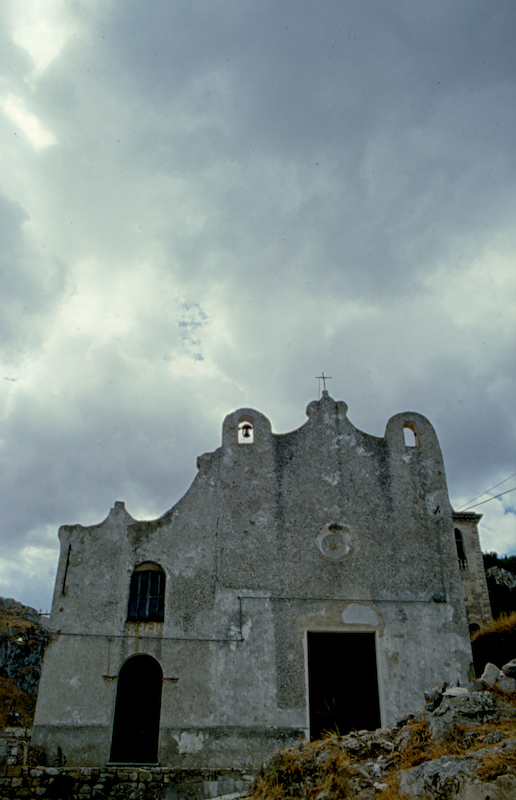
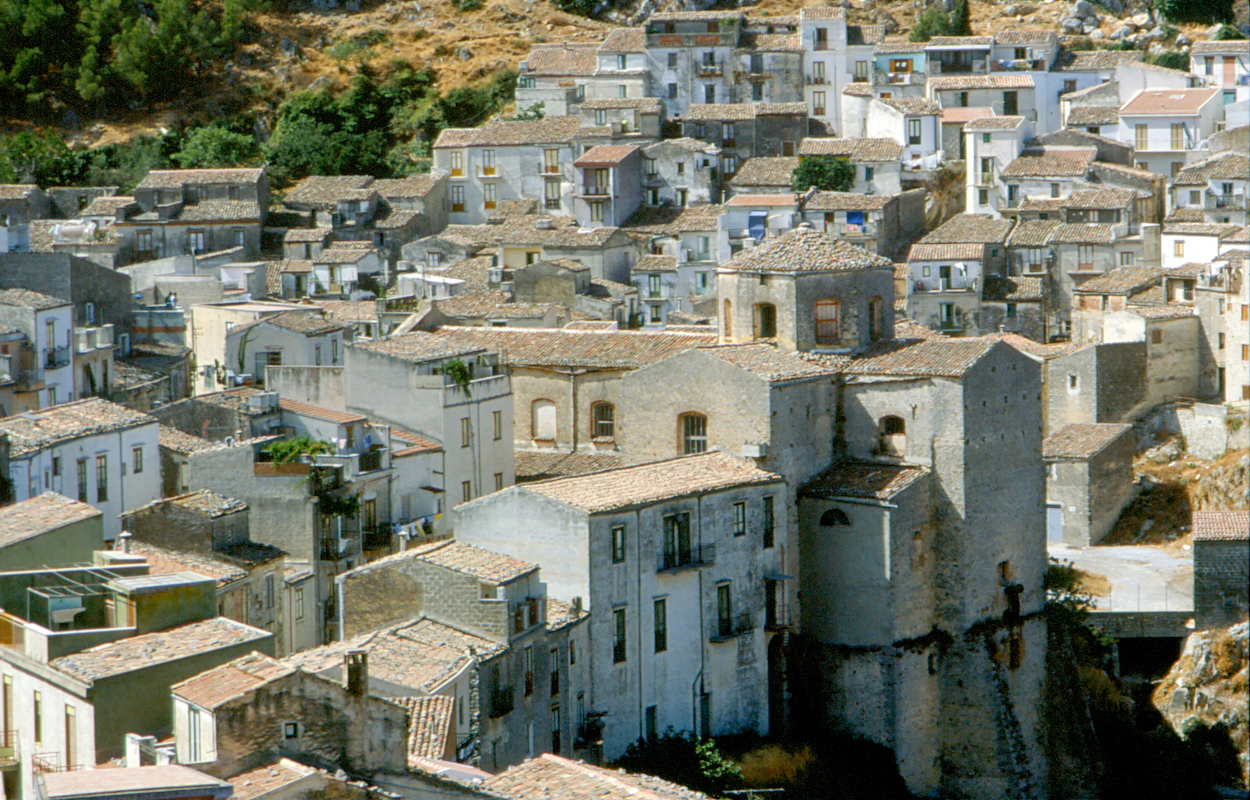